# Juju Salimeni
Juliana "Juju" Salimeni dos Santos Correia (São Paulo, 24 de setembro de 1986) é uma modelo de fisiculturismo, repórter, empresária, rainha de bateria e apresentadora brasileira.

## Carreira
Formada em Administração, Juju Salimeni estreou no programa Pânico na TV em outubro de 2008 como uma das Panicats, assistentes de palco da atração, ocupando a vaga deixada por Gabriela Monteiro. Foi uma das apresentadoras do quadro "Pânico Delivery", junto com Marcos Chiesa (Bola), e participou de diversos outros quadros do programa com as demais Panicats e Sabrina Sato. Segundo Salimeni, ela não recebia salário no Pânico na TV e as Panicats ganhavam apenas cachê por gravação: "A gente ganhava R$ 200 por gravação. Se tivesse uma só no mês ou duas, era isso.". Em outubro de 2011, Juju anunciou sua saída do programa após ser afastada por discussões com a também Panicat Nicole Bahls.
Sua trajetória no Pânico na TV despertou a atenção de sites e revistas voltados para o público masculino. Em 2009, o site Bella da Semana publicou um ensaio sensual com Salimeni, realizado em meio à mata. Em janeiro de 2010, estrelou a capa da revista Playboy. Em outubro do mesmo ano, foi anunciada pela revista VIP como tendo sido eleita a "Mulher Mais Sexy do Mundo" pelos leitores, rendendo um ensaio na edição de novembro. Em outubro de 2011, o site Paparazzo lançou um ensaio sensual com Salimeni, realizado em uma construção abandonada em Sumaré, no Rio de Janeiro.
Em 10 de novembro de 2011, Juju assinou contrato com a Rede Record para ser repórter do programa Legendários. Ela estreou no programa em 26 de novembro de 2011. Em 2018, foi contratada pela Rede Bandeirantes para ser repórter e co-apresentadora do Show do Esporte, apresentado por Milton Neves. Ela deixou o programa e a emissora em 4 de junho do mesmo ano. Seu compromisso com o universo de treinos, dietas e divulgação de vida saudável culminou na escolha de Juju para comandar o Juju Boot Camp, um reality show da E! Entertainment Television em que candidatas  disputam o título de nova musa fitness.

## Vida pessoal
Depois de dez anos de namoro, Salimeni casou-se com o personal trainer e fisiculturista Felipe Franco, em 2015, em São Paulo. O casamento chegou ao fim em junho de 2019.
Quanto a religião, Salimeni revelou ser umbandista, além de possuir uma tatuagem em homenagem a Iemanjá, entidade africana, por considerá-la responsável pelo sucesso de sua carreira.
Foi musa da Mancha Verde de 2011 a 2015. Em 2016, desfilou apenas no carnaval do Rio de Janeiro como musa da Unidos da Tijuca, posto que deixou em 2018. Retornou ao carnaval de SP como rainha da bateria da X-9 Paulistana entre 2018 e 2023. Desde 2024 está a frente da bateria da Barroca Zona Sul no posto de rainha.

## Filmografia

### Televisão
| Ano       | Programa        | Cargo         | Emissora          |
| --------- | --------------- | ------------- | ----------------- |
| 2008–2011 | Pânico na TV    | Panicat       | RedeTV!           |
| 2011–2017 | Legendários     | Repórter      | RecordTV          |
| 2018      | Show do Esporte | Repórter      | Rede Bandeirantes |
| 2020      | Juju Boot Camp  | Apresentadora | E!                |

### Jogo eletrônico
| Ano  | Título        | Nota                            | Empresa         |
| ---- | ------------- | ------------------------------- | --------------- |
| 2013 | Sudden Attack | Personagem do mapa Teatro e voz | Level Up! Games |

### Internet
| Ano           | Título        | Cargo         | Plataforma |
| ------------- | ------------- | ------------- | ---------- |
| 2017-presente | Juju Salimeni | Apresentadora | YouTube    |